# Aljaraque
Aljaraque település Spanyolországban, Huelva tartományban. Aljaraque Huelva és Gibraleón községekkel határos. Lakosainak száma 22 489 fő (2024).

## Népesség
A település lakosságának változását az alábbi diagram mutatja:
| Lakosok száma | 11 626 | 14 060 | 15 617 | 17 960 | 18 937 | 19 857 | 20 745 | 21 260 | 21 706 | 22 489 |
|               | 2001   | 2004   | 2006   | 2009   | 2011   | 2014   | 2016   | 2019   | 2021   | 2024   |